# Diego Portales
Diego José Pedro Víctor Portales y Palazuelos (Santiago, 16 de junio de 1793-Valparaíso, 6 de junio de 1837) fue un comerciante, militar y político conservador chileno, una de las figuras fundamentales de la organización y consolidación del Estado de Chile. Es un referente indispensable para el desarrollo intelectual del conservadurismo, el nacionalismo chileno y la justificación del autoritarismo en Chile.
Lideró políticamente las fuerzas conservadoras en la Guerra Civil de 1829-1830 y, tras rehusar la presidencia del país, fue ministro del Estado durante la presidencias provisionales de José Tomás Ovalle y Fernando Errázuriz, colaboró frecuentemente con el gobierno de José Joaquín Prieto, e impulsó la creación de las Academias Militar y Naval, devolvió los bienes a las órdenes religiosas, e influyó decisivamente en la redacción de la Constitución de 1833. Fue nominalmente vicepresidente de la República hasta que el cargo fue abolido en mayo de 1833. 
Ocupó la Gobernación de Valparaíso y en 1835 volvió al Gobierno como ministro de Guerra y después nuevamente de Interior. Aseguró la reelección de Prieto, de quien actuó como auténtico "primer ministro", aplicando una política destinada a afianzar el orden y el principio de la autoridad, rotos durante los procesos de Independencia y de Organización de la República. Algunos historiadores califican su actuación de dictatorial; y otros, lo tienen como el fundador y arquitecto del estado chileno. Para establecer el orden, tomó duras medidas, que incluían destierros y algunos fusilamientos de opositores al gobierno. Vio en la creación de la Confederación Perú-Boliviana una amenaza para Chile, por lo que impulsó la guerra contra ella, lo que produjo un alzamiento militar en Quillota que finalmente terminó con su vida.

## Biografía

### Primeros años

Escudo de la familia Portales.

Nació en el seno de una adinerada familia colonial perteneciente a la aristocracia chilena. Hijo de José Santiago Portales y Larraín, cuyo linaje ostentó los títulos de conde de Villaminaya y marqués de Tejares, y de María Encarnación Fernández de Palazuelos y Martínez de Aldunate Acevedo Borja, se crio en una familia de 23 hijos, de los cuales él fue el segundo hermano hombre. Sus abuelos paternos fueron Diego Portales y Andía-Irarrázabal y Teresa de Larraín y Lecaros. Sus abuelos maternos fueron Pedro Fernández de Palazuelos y Ruiz de Ceballos y Josefa Martínez de Aldunate y Acevedo Borja, descendiente directa del papa Alejandro VI. Portales era descendiente de españoles de orígenes castellanos y vascos.
José Santiago Portales y Larraín era el superintendente de la Real Casa de Moneda de Santiago, por lo que decidió ligar la suerte del hijo a la sólida institución que dirigía, destinándolo a servir de capellán de la ceca santiaguina. Pero el carácter del niño, sumado a la falta de vocación e inquietudes morales e intelectuales, frustraron el proyecto paterno.
En 1806 tuvo la oportunidad de conocer la institución de las milicias, que él mismo reviviría cuando fue nombrado ministro, al integrarse su hermano José Diego a ellas, producto del ataque inglés a Buenos Aires. También recordará de esta época la actuación del regente de la Real Audiencia, Juan Rodríguez de Ballesteros, y su inflexible aplicación de la justicia contra los criminales.
En 1808, a los 14 años, ingresó al Convictorio Carolino, durante la época de la independencia, pero el espíritu revolucionario no inflamó su alma, a diferencia de lo que le ocurrió al resto de su familia. La causa de la Independencia lo dejó completamente indiferente, pese, por ejemplo, al exilio de su propio padre al archipiélago de Juan Fernández. En 1813 pasó al Instituto Nacional de Chile, que al fundarse ese año integró al colegio carolino junto a los otros establecimiento educacionales de entonces; comenzó estudios de Leyes, pero los abandonó al cabo de un año para trabajar en la Casa de Moneda con su padre.
Tomó algunas nociones de docimasia (arte de ensayar los minerales), recibiéndose de ensayador en 1817 en la Casa de Moneda, para poder ganar cierto sustento económico y así casarse con su prima Josefa Portales y Larraín, de la cual estaba profundamente enamorado. El matrimonio se efectuó el 15 de agosto de 1819; tuvieron dos hijas, muertas a corta edad. Por entonces se inició en el comercio, conservando su trabajo en la Casa de Moneda.
Se sintió destrozado cuando su esposa falleció en 1821, sumiéndose en una crisis mística que lo llevó a pensar en convertirse en sacerdote, jurando nunca más contraer matrimonio; dejó su trabajo y se concentró en sus negocios, trasladando el asiento de ellos al Perú, en sociedad con el comerciante José Manuel Cea.

### El comerciante y el estanco

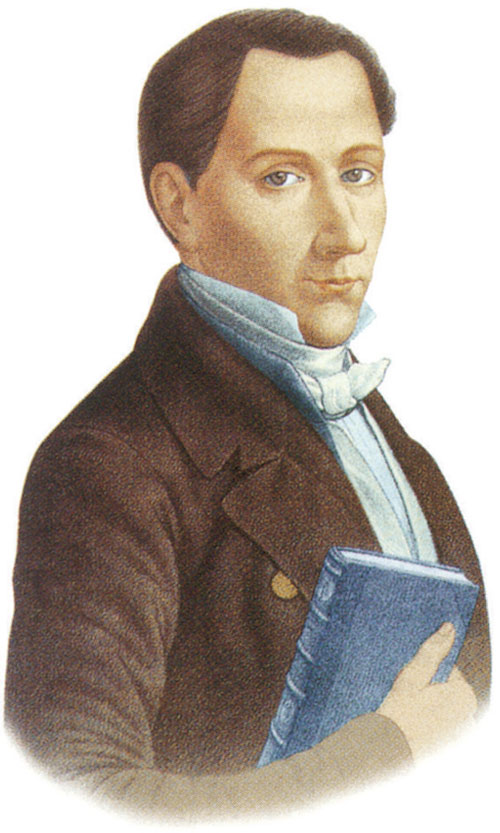
Retrato de Portales basado en el hecho por Narciso Desmadryl hacia 1854.

La compañía que formó con Cea tuvo mucho éxito, y, dos años después, Portales la trasladó a Chile con el propósito de expandir los horizontes de sus especulaciones, logrando que la Casa Portales, Cea y Compañía fuera hacia 1824 una de las más destacadas en el comercio chileno.
Para desembolsar los gastos del gobierno y de la expedición libertadora del Perú, Bernardo O'Higgins envió a Antonio José de Irisarri a Inglaterra con el fin de obtener fondos. Con esta misión, Irisarri firmaba el 26 de agosto de 1819 un contrato con la Casa Hullet Hnos. y Cía. por el valor de un millón de libras. 
Una vez caído O'Higgins, esa deuda se transformó en un terrible dolor de cabeza para sus sucesores, que decidieron restablecer el estanco del tabaco, incluyendo también en ese monopolio el té, los licores extranjeros y otros artículos de menos importancia, con la gracia de quien poseyese el estanco debía contribuir a pagar la deuda.
El único que se presentó para hacerse cargo fue la Sociedad Portales, Cea y Cía., por lo que en agosto de 1824, durante la presidencia interina de Fernando Errázuriz, se celebró un contrato entre el Fisco y la Sociedad, en virtud del cual el monopolio fue cedido a esta por el término de diez años, con el compromiso de los concesionarios de pagar en Londres la cantidad de 355 250 pesos anuales por intereses y amortización del empréstito, más 5000 pesos por año a la caja de descuentos de Santiago. 
El negocio del estanco exigía que su concesionario trabara una fuerte confraternización con funcionarios políticos, judiciales y policiales. Para asegurar la integridad de las ganancias el estanquero era también encargado, en los hechos, de denunciar a los traficantes de las especies monopolizadas por él. Recién entonces, y motivado por estos rudos asuntos, Portales se interesó en la cosa pública. Se integró a la institución gremial de los grandes comerciantes, el Consulado. 
El estanco fue un fracaso, el contrabando anuló toda posibilidad de que rindiera frutos y ni siquiera se pudo pagar el primer dividendo del pago del empréstito. Portales se ganó la enemistad de muchos, pero también empezó a hacerse de relaciones económicas y políticas cada vez más fuertes.

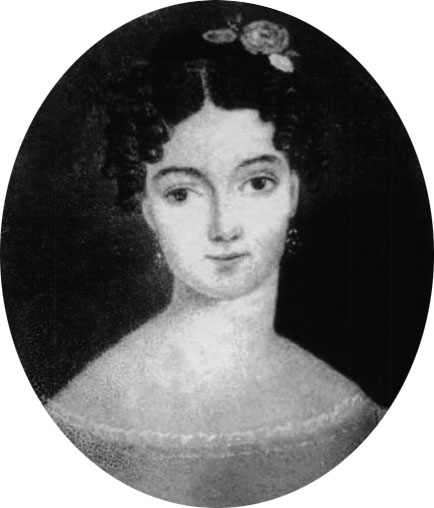
Constanza de Nordenflycht.

El Congreso Nacional, para revertir la situación, dictó una ley el 2 de octubre de 1826, dando el derecho del estanco al Fisco mediante la creación de una factoría general, y mandando a verificar en el término de tres meses un juicio de compromiso con la firma para liquidar el negocio. 
Portales ganó el juicio: el Estado quedaba obligado a pagar más de 87 000 pesos a Portales, Cea y Cía., por concepto de administración, comisiones y pérdidas, pero la Sociedad decidió no cobrar este dinero al Gobierno.
Fue el estanco el que hizo entrar en la política a Portales, lo que ocurrió cuando se puso en campaña para defenderse de las acusaciones. Él y su círculo, que fueron bautizados con el apodo de estanqueros, poseían un periódico, el Hambriento, que se autodefinía como sin literatura, impolítico, pero provechoso y chusco. Portales no escribía en este diario, pero se dedicaba a conspirar para terminar con el Gobierno liberal, que según opinaba estaba llevando al país al desastre. Portales se convirtió así en uno de los impulsores de la guerra civil de 1829.
Durante esos años Portales conoció a Constanza de Nordenflycht, con quien tuvo tres hijos, pero con la que jamás se casó. Esta situación era chocante en un país católico como Chile y contradecía su idea de que los hombres de gobierno debían ser intachables, por lo que él mismo usó ese argumento como excusa para no ejercer la presidencia de la República. Constanza falleció el 23 de julio de 1837, poco después del asesinato de Portales. Hay al menos tres novelas que tratan la relación entre ambos: Don Diego Portales, de Magdalena Petit (1937); La emperrada (2001), de Marta Blanco, y Constanza de Nordenflycht. La querida de Portales (2005), de Eugenio Rodríguez. Los dos últimos libros son críticos con el ministro, que dejó embarazada por primera vez a Constanza cuando ella tenía 15 años; pero que lo siguió a Chile y se mantuvo a su lado hasta su muerte.

### Ideal político

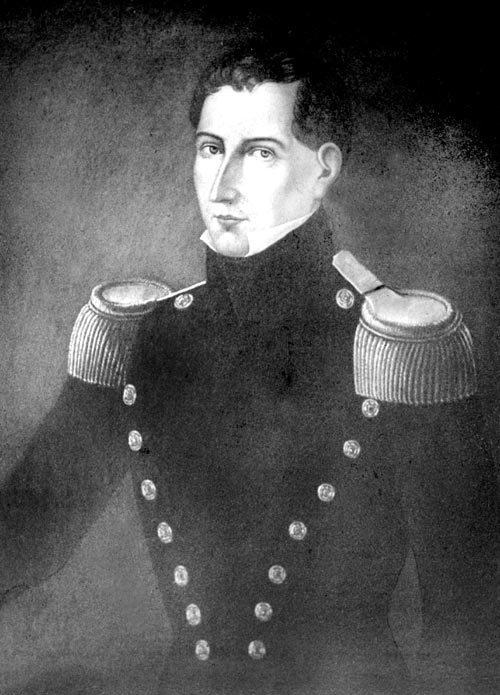
Diego Portales en su traje de ministro de Guerra, óleo de Manuel Tapia, c.1865.

El ideal político de Portales es mejor presentado usando sus propias palabras, sacadas de una de las cartas que le envió a su amigo Cea, cuando aún era un simple comerciante :

Lima, marzo de 1822. Señor José M. Cea. Mi querido Cea: Los periódicos traen agradables noticias para la marcha de la revolución en toda América. Parece algo confirmado que los Estados Unidos reconocen la independencia americana. Aunque no 
con nadie sobre este particular, voy a darle mi opinión. El presidente de la Federación de N. A., Mr.  Monroe, ha dicho: se reconoce que la América es para estos. ¡Cuidado con salir de una dominación para caer en otra! Hay que desconfiar de estos señores que muy bien aprueban la obra de nuestros campeones de liberación, sin habernos ayudado en nada: he aquí la causa de mi temor. ¿Por qué ese afán de Estados Unidos en acreditar ministros, delegados y en reconocer la independencia de América, sin molestarse ellos en nada? ¡Vaya un sistema curioso, mi amigo! Yo creo que todo esto obedece a un plan combinado de antemano; y ese sería así: hacer la conquista de América, no por las armas, sino por la influencia en toda esfera. Eso sucederá, tal vez hoy no; pero mañana sí. No conviene dejarse halagar por estos dulces que los niños suelen comer con gusto, sin cuidarse de un envenenamiento. A mí las cosas políticas no me interesan, pero como buen ciudadano puedo opinar con toda libertad y aún censurar los actos del Gobierno. La Democracia, que tanto pregonan los ilusos, es un absurdo en los países como los americanos, llenos de vicios y donde los ciudadanos carecen de toda virtud, como es necesario para establecer una verdadera República. La Monarquía no es tampoco el ideal americano: salimos de una terrible para volver a otra y ¿qué ganamos? La República es el sistema que hay que adoptar; ¿pero sabe cómo yo la entiendo para estos países? Un Gobierno fuerte, centralizador, cuyos hombres sean verdaderos modelos de virtud y patriotismo, y así enderezar a los ciudadanos por el camino del orden y de las virtudes. Cuando se hayan moralizado, venga el Gobierno completamente liberal, libre y lleno de ideales, donde tengan parte todos los ciudadanos. Esto es lo que yo pienso y todo hombre de mediano criterio pensará igual.

Algunos historiadores y políticos, principalmente conservadores, consideran que el gran valor de Portales es haber reinstaurado en Chile el principio de autoridad, ya que el orden, según sus palabras, se mantenía en Chile por "el peso de la noche".
Ese principio de autoridad había sido completamente anulado por la revolución de la independencia que, recordemos, tuvo el carácter de una verdadera guerra civil. La falta de una tradición de autogobierno entre los gobernantes y militares, hizo que estos vieran como algo normal resolver los asuntos políticos con el peso de sus armas, apoyando a tal o cual bando político. La antigua y sacrosanta lealtad al Rey, en cuanto encarnación de la comunidad política, desapareció cuando la independencia triunfó; y no fue reemplazada con ningún otro concepto, con ninguna otra entidad a la que guardar lealtad. En esa época aún no nacía lo que pudiéramos llamar conciencia nacional. Los chilenos se sentían parte de un colectivo americano, y miraban como sus compatriotas a los naturales de Perú, México, o Argentina. El amor a la tierra natal, aún no cuajaba en un sentimiento de identidad, que diferenciara a los chilenos de los demás americanos. Y lo mismo ocurría en las demás secciones de la América española. Los gobernantes y militares de la época no tenían claro por qué debían obediencia a las autoridades; cuál era su legitimidad. En todo ello está el origen del profundo desorden del período 1823-1830. En las mentes de los patriotas, la figura del Rey ha desaparecido, y nada la ha reemplazado.
Hoy es muy difícil para nosotros representarnos la importancia de esa ausencia. Es como si de improviso, en 3 o 4 años, una parte de los chilenos dejaran de creer que la bandera, el himno nacional o el escudo, son suyos. Como si la idea de que se obedece al Presidente de la República porque es elegido por el pueblo, fuera falsa. ¿Cómo se organiza ese grupo, cuáles son las ideas en que deben apoyarse? Ese fue el gran problema que enfrentaron los gobernantes a partir de 1810. 
La labor de Portales tuvo como objetivo central revertir la decadencia del principio de autoridad y a crear una nueva fuente de legitimidad. Se consagró a obtener que gobernantes y gobernados, militares y civiles, prestaran su obediencia y lealtad a una entidad abstracta, no a una persona. Esa entidad era el Presidente de la República. A él se debía acatamiento, no porque fuera bueno, un guerrero victorioso, o se compartiera su ideario político, sino únicamente porque ocupa legalmente el cargo. Esa labor se vio obstaculizada por la ausencia  en 1830, del sentimiento de nacionalidad. ¿Por qué debemos obedecer al Presidente de un país que podría perfectamente no existir? Presidencia (o autoridad política) y nacionalidad son ideas fuerza que entonces estaban entrelazadas. Solo cuando surge la identidad nacional, y Chile adquiere para sus naturales los contornos de una nación única, diferente de las demás de América, su Presidente pudo reclamar para sí la lealtad y legitimidad de que antes gozaba el Rey; pero ahora con unos motivos distintos.

### Ministro de Estado

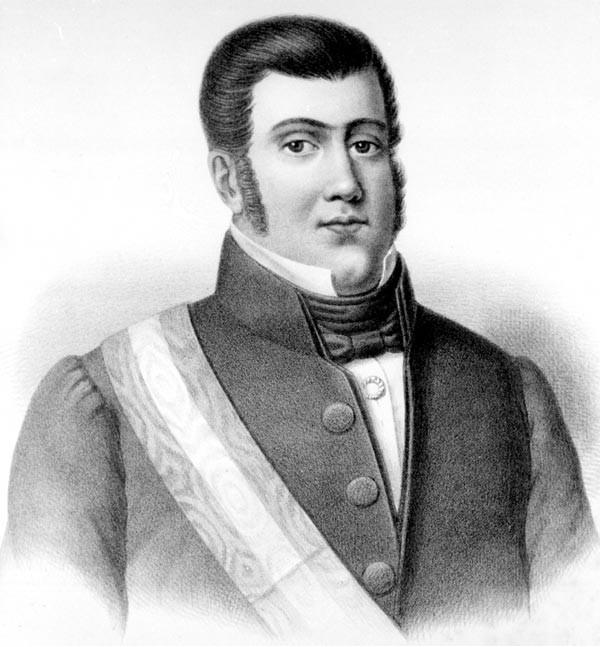
José Tomás Ovalle, presidente provisional; grabado de Narciso Desmadryl.

En 1829 estalló la guerra civil entre grupos pipiolos y pelucones, apoyando el grupo de Portales a estos últimos, que estaban encabezados por el general José Joaquín Prieto, que se rebeló desde Concepción con sus tropas contra el gobierno. 
Cuando todavía se estaba en guerra civil, el recién asumido presidente José Tomás Ovalle necesitaba un hombre para hacerse cargo del gobierno, responsabilidad que nadie quería aceptar, excepto Diego Portales, que juró el 6 de abril de 1830 su primer ministerio, en la carteras del Interior, Relaciones Exteriores, de Guerra y Marina. Once días después se libró la batalla de Lircay, que dio el triunfo a la revolución.
Durante este primer ministerio, que duró dieciséis meses, Portales se dedicó a sentar las bases del autoritarismo. Comenzó por anular a la oposición. José Antonio Rodríguez Aldea, uno de los aliados de Portales, luchaba en la revolución para traer de regreso a O’Higgins, en lo que estaba de acuerdo con Prieto. Pero Portales no deseaba la presencia del libertador, porque pensaba que ello provocaría otro conflicto interno, por lo que convenció a Prieto de la inutilidad de ese propósito y de la necesidad de que el general se encumbrase a la presidencia de la república. 
Con ese obstáculo soslayado, quedaba el del bando vencido, que aún podía realizar acciones contra el gobierno, por lo que recurrió al uso de las facultades extraordinarias que le había concedido el Congreso de Plenipotenciarios al gobierno el 7 de mayo de 1830. Descabezó el movimiento liberal, con el exilio de todos los jefes que habían participado en la guerra al lado de los pipiolos. Ello  impresionó a los militares, quienes creían que por su participación en la guerra de independencia no podían ser tocados, recayendo antes los castigos siempre en los subordinados.
Para preparar a una nueva oficialidad, decidió restablecer la Academia Militar, antecedente de la actual Escuela Militar, bajo la dirección del coronel José Luis Pereira. Como esto no le pareciese suficiente, y para vigilar estrechamente al ejército depurado, desarrolló la Guardia Nacional de Chile (que había sido creada oficialmente en 1825) con el doble objetivo de velar que no se preparase ningún acto que pudiera entorpecer la acción del nuevo gobierno y como medio de moralizar e instruir al pueblo, otorgándole una ocupación sana. Tuvo tal éxito, que los cívicos eran a su muerte más de 30 000 y el ejército de línea no llegaba a 3000 hombres.

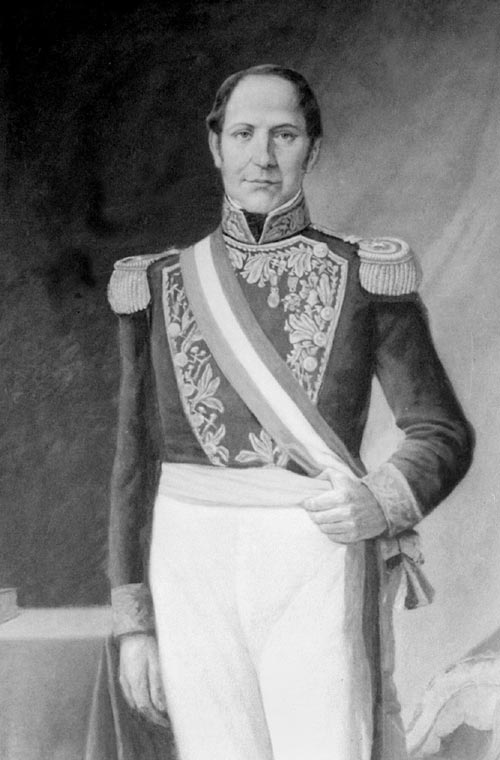
José Joaquín Prieto, presidente de la República entre 1831 y 1841.

Portales tenía capacidad de atraer a las personas de valía, como lo demostró con el nombramiento del joven comerciante Manuel Rengifo en el Ministerio de Hacienda. Al asumir Rengifo, se encontró con un excesivo endeudamiento por parte del Estado, a lo que se sumaba la decadencia del comercio exterior, y la ruina de la mitad productiva del país, entre Talca y Concepción, arrasada durante las campañas militares por la Independencia de Chile. Peor aún el desorden interno hacía imposible emprender cualquier labor económica. Rengifo aplicó medidas cautas pero hábiles para sanear el déficit, entre las que figuraban la reducción del ejército, el sometimiento a un régimen común a las oficinas públicas, la regulación de los decretos de pago, la publicación de los balances de la tesorería, el combate contra el contrabando, etc. Los efectos de esta política, para sorpresa hasta del propio Rengifo, fueron rápidos y positivos: a lo largo del gobierno de Prieto, el país recuperó el nivel económico perdido por la guerra. 
Portales renunció a recibir el sueldo que le correspondía como ministro, puso fin a los atrasos en el pago del personal de administración y se regularizó la marcha de las oficinas públicas. Portales era el primero en llegar a su despacho y el último en irse, e inspeccionaba, sin previo aviso y a cualquier hora, las oficinas de su dependencia.
Por vías extraconstitucionales primero, y luego a través de la nueva Constitución, transformó a los Intendentes en agentes directos del Presidente de la República, que serían nombrados por él, responsables ante él y dedicados a cumplir sus órdenes, tradición que se mantuvo por el resto de la historia de Chile, hasta hoy día.
En las elecciones de 1831, fue elegido sin contendiente el general Prieto, y Portales fue elegido vicepresidente, pero presentó su renuncia inmediata, alegando que no se consideraba apto para el cargo, y que sus negocios privados requerían su atención; renuncia que no fue aceptada por el Congreso. Debió conservar el cargo hasta la abolición del ese puesto en la Constitución de 1833.
Portales devolvió a la Iglesia católica todos los bienes eclesiásticos que perdieron durante los años de incertidumbre (1823-1829) por los gobiernos liberales, y se le restableció el diezmo. Combatió la delincuencia y el bandolerismo creando policías, realizando batidas a los salteadores y una directa vigilancia a los jueces encargados de castigar los delitos. Una de sus ideas, abolida años después de su muerte por ineficaz y por repugnar a intelectuales como Andrés Bello y Domingo Faustino Sarmiento, fue la de castigar a los delincuentes en celdas ambulantes enganchadas a yuntas de bueyes, para darles escarmiento público. Esta institución conocida como los carros, más la revigorización de la pena de azotes y la prohibición de las tabernas populares (chinganas), constituyeron un entronque republicano con la tradición colonial de someter con mano dura a las clases populares.
Contrató al francés Claudio Gay para que viajara por Chile con el objeto de investigar su historia natural, geografía, geología, estadística y cuanto contribuyese a dar a conocer las producciones naturales del país, con un plazo de tres años y medio.
En materia de salud, restableció en 1830 el protomedicato, y ante una epidemia de viruela, organizó una junta de vacuna, con sede en Santiago, encargada de difundirla por todo el territorio del país.

### Intervalo

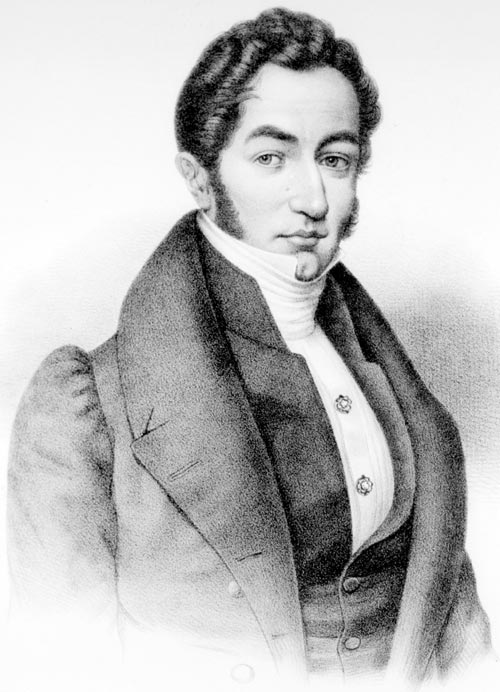
Manuel Rengifo, el saneador de la hacienda chilena.

Portales renunció a su puesto en julio de 1830, cuando consideró cumplida su labor de restablecer el orden. José Tomás Ovalle y José Joaquín Prieto se la rechazaron, pero la volvió a presentar a mediados del año siguiente, abandonando esta vez el gobierno.
Dejó Santiago y se instaló en Valparaíso, donde aceptó permanecer como ministro de Guerra y Marina. Desde el puerto, Portales intervino en la política del Gobierno cuando le pareció que se cometían errores o que el rumbo se extraviaba; era consultado frecuentemente por los ministros, los hombres influyentes y el propio presidente Prieto. Antonio Garfias era su mensajero en Santiago, con el encargo de escribirle a diario las noticias del Gobierno; también le pedía que se  entrevistara con diversas personalidades, incluido el presidente. Sin embargo, el ser titular de Guerra y Marina le incomodaba y el 7 de junio de 1832, después de varios rechazos, se le aceptó su renuncia. Seis meses más tarde, en diciembre de 1832, asumió como gobernador de Valparaíso, aunque por pocos meses, destacándose en la creación de una numerosa milicia cívica en la ciudad y sus famosas cárceles ambulantes para castigar a los delincuentes.
Durante su ausencia se redactó la Constitución de 1833, utilizando los conceptos portalianos de organización republicana, lo que consagró en la ley el autoritarismo presidencial, e instauró en la práctica una dictadura legal, en donde el presidente era el gran elector, que designaba diputados, senadores, jueces, intendentes, etc. Portales no se interesó en la redacción del texto, pues era muy escéptico sobre su verdadera utilidad: “No me tomaré la pensión de observar el proyecto de reforma. Ud. sabe que ninguna obra de esta clase es absolutamente buena ni mala; pero ni la mejor ni ninguna servirá para nada cuando está descompuesto el resorte principal de la máquina”.
Rengifo, animado por el éxito de su acción como ministro de Hacienda, formó un grupo político propio, los philopolitas, con el fin de acceder al sillón presidencial y terminar con la influencia de Portales, pero encontró la oposición de Joaquín Tocornal, que se desempeñaba en Interior y que deseaba reelegir a Prieto y mantener la alianza con Portales.
Estas rivalidades alarmaron al presidente —ambos tuvieron que renunciar—, que llamó el 21 de septiembre de 1835 a Diego Portales para que enderezara la situación, designándolo ministro de Guerra y Marina. Se hicieron grandes esfuerzos por conservar a Rengifo, pero fue en vano; Tocornal lo reemplazó en Hacienda, quedando Interior y Relaciones Exteriores en manos de Portales.

### Regreso al gobierno y Guerra contra la Confederación Perú-Boliviana

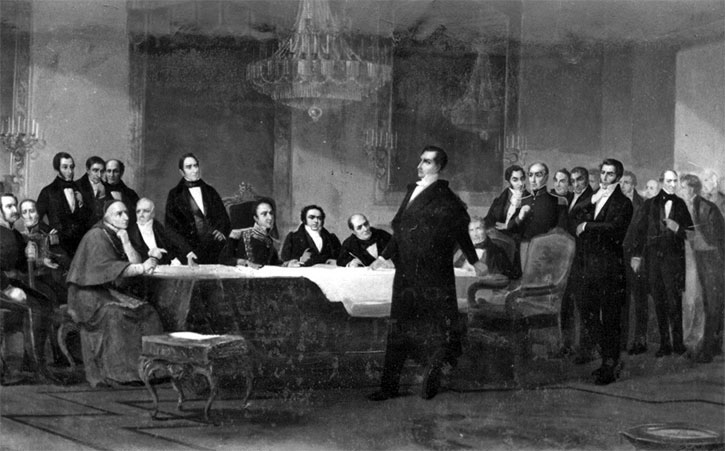
Portales ante los notables, óleo de Pedro León Carmona

De regreso en el Gobierno, Portales se volvió a preocupar de la Iglesia, trabajando para conseguir un obispado en La Serena, además de encumbrar el de Santiago a arzobispado y crear del ministerio de Culto e Instrucción Pública; además, se esforzó por mejorar la marina mercante y la escuadra, consiguiendo la autorización del congreso para ampliarla.
Portales garantizó en 1836 la reelección de Prieto que obtuvo 143 votos, contra 11 de José Miguel Infante (2 dieron su preferencia a José Manuel Borgoño y 1 a Portales). 
Portales, que deseaba la hegemonía de Chile en el Pacífico, vio con preocupación el nacimiento de la confederación Perú-Boliviana bajo el mando de Andrés de Santa Cruz. La decisión de declarar la guerra a la Confederación tenía muchos enemigos, ni el mismo presidente estaba convencido, pero para Portales era razón de supervivencia de Chile. Cuando Ramón Freire, caudillo liberal exiliado, intentó realizar una expedición contra el gobierno, Portales vio la mano de Santa Cruz que deseaba destruir su obra, y una justificación para desatar el conflicto armado.
En una misiva que Portales envió al almirante Manuel Blanco Encalada antes del inicio de las negociaciones entre el enviado de su país Mariano Egaña y Santa Cruz, exponía los motivos por los que, a su juicio, irremediablemente tendría que darse una guerra entre Chile y la Confederación a menos que esta se disolviera, motivos que eran de índole política, económica, sociológica e incluso racial.

“(...) La posición de Chile frente a la Confederación Perú Boliviana es insostenible. No puede ser tolerada ni por el pueblo ni por el Gobierno porque ello equivale a su suicidio. No podemos mirar sin inquietud y la mayor alarma, la existencia de dos pueblos, y que, a la larga, por la comunidad de origen, lengua, hábitos, religión, ideas, costumbres, formarán, como es natural, un solo núcleo. Unidos estos dos Estados, aun cuando no sea más que momentáneamente, serán siempre más que Chile en todo orden de cuestiones y circunstancias(...) La confederación debe desaparecer para siempre jamás del escenario de América por su extensión geográfica; por su mayor población blanca; por las riquezas conjuntas del Perú y Bolivia, apenas explotadas ahora; por el dominio que la nueva organización trataría de ejercer en el Pacífico arrebatándonoslo; por el mayor número también de gente ilustrada de la raza blanca, muy vinculadas a las familias de influjo de España que se encuentran en Lima; por la mayor inteligencia de sus hombres públicos, si bien de menos carácter que los chilenos; por todas estas razones, la Confederación ahogaría a Chile ante de muy poco(...) Las fuerzas navales deben operar antes que las militares, dando golpes decisivos. Debemos dominar para siempre en el Pacífico: ésta debe ser su máxima ahora, y ojalá fuera la de Chile para siempre (...)”.
Carta de Diego Portales a Blanco Encalada, 10 de septiembre de 1836.

Portales mandó el 21 de agosto de 1836 a parte de la escuadra al mando del coronel de origen español Victorino Garrido a capturar los seis buques con que contaba la armada peruana, maniobra que buscaba que Santa Cruz declarase la guerra a Chile.
Pero el protector no quería la guerra, antes era necesario afianzar su creación política, aunque no sentiría remordimientos si el gobierno chileno se hubiese derrumbado con su ayuda subterránea. Por estos motivos, Santa Cruz aceptó todas las condiciones propuestas por Garrido, que consistían en que no se hostilizarían las naves y que si Freire y sus compañeros regresaban al Perú, se les juzgara como rebeldes.
Portales no quedó satisfecho, su objetivo era que el protector iniciase la guerra, por lo que ideó una nueva táctica enviando a Egaña ante Santa Cruz con un paquete de peticiones que, de ser cumplidas, significaría que Perú y Bolivia quedarían como Estados separados. Ante la natural negativa del protector, el Congreso chileno finalmente declaró la guerra a la confederación el 28 de diciembre de 1836, e invistió al ejecutivo con la totalidad de los poderes estatales. 
Las facultades extraordinarias entregadas por el congreso a Portales las usó para castigar los delitos de traición y sedición al conocimiento de los tribunales ordinarios y someterlos al de un tribunal especial, el Consejo de Guerra Permanente con sede en la capital de cada provincia, compuesto por el juez de letras de ella y otros dos miembros designados por el presidente de la República. Dijo el ministro: “La necesidad que hay de remover las causas que favorecen la impunidad de los delitos políticos, los más perniciosos para las sociedades y que consisten en los trámites lentos y viciosos a que tienen que ceñirse los tribunales ordinarios”.
Dos meses después de la instauración de los tribunales sucedió algo que conmovió a la sociedad. El 7 de abril de 1837 fueron condenados a muerte por conspiración y ejecutados tres conocidos vecinos de la ciudad de Curicó. Portales había tenido noticia del proceso porque antes de dictarse sentencia el intendente Antonio José de Irisarri se había anticipado a pedir al gobierno el indulto de uno de los acusados en el caso de que fuera condenado a muerte. Portales respondió con una rotunda negativa fundada en el estricto respeto a la legalidad de las actuaciones del gobierno: “Este modo de proceder inusitado e informal sería muy poco honroso a un gobierno que desea conservar una escrupulosa regularidad en todos sus actos”.
Otra frase famosa de su falta de indulgencia quedó grabada para la posteridad: “Si mi padre conspirara, a mi padre fusilaría”.

### El motín de Quillota y muerte

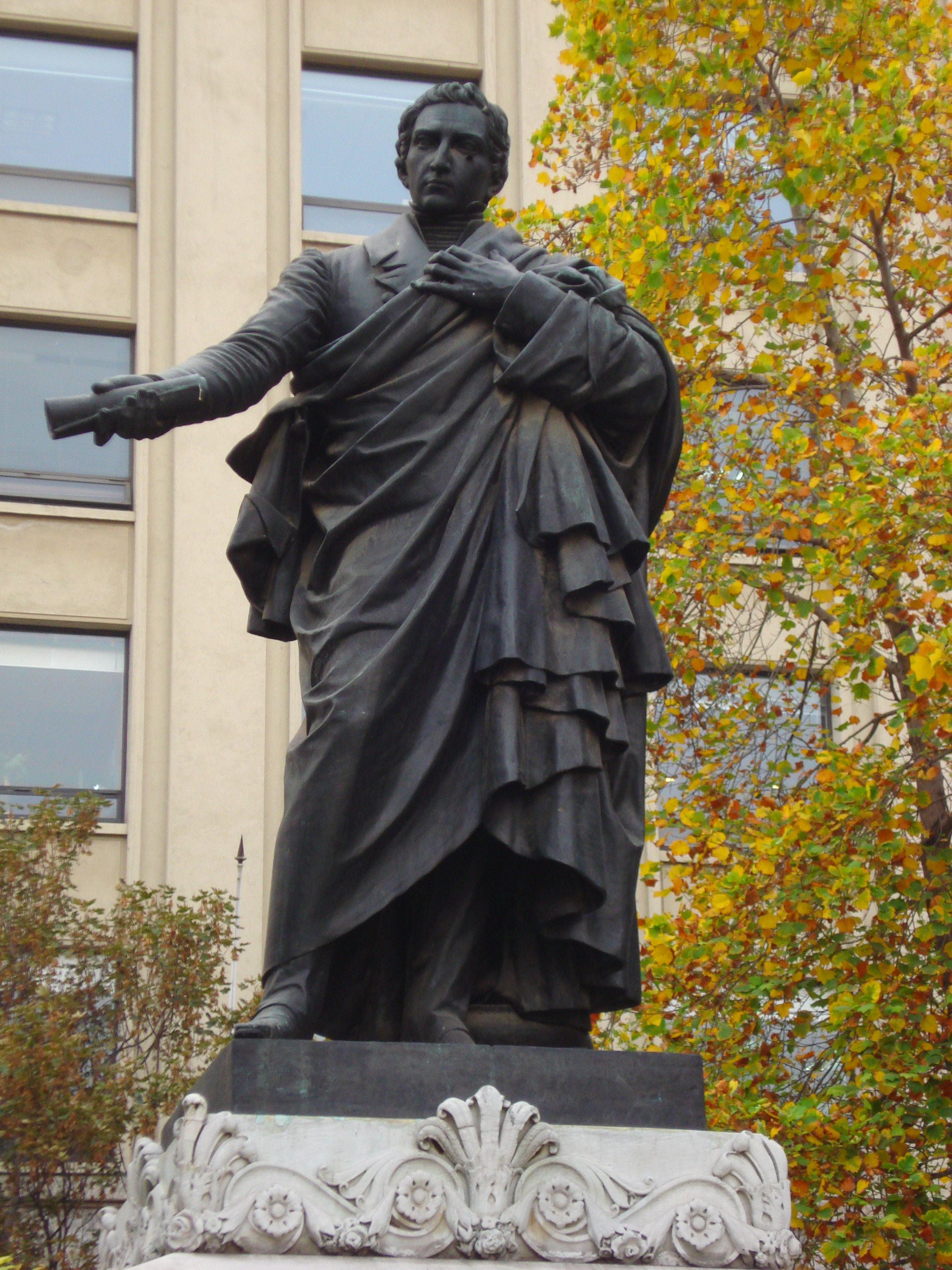
Estatua de Portales por Jean-Joseph Perraud, plaza de la Constitución.

El ambiente alrededor del ministro se enrareció: sus medidas extremas le granjearon la animadversión de muchos de los soldados, que no entendían las razones de la guerra y creían que era sólo para depurar al ejército de los liberales que aún había en él. En el mismo mes de los fusilamientos se había acantonado en Quillota el batallón Maipo, al mando del coronel José Antonio Vidaurre. Portales había confiado en las capacidades de este militar y le entregó toda su confianza, pero Vidaurre entró en contacto con los que conspiraban contra el Gobierno y se decidió a dar un golpe en Valparaíso; pensaba apoderarse de la escuadra y, si no se le plegaba el resto del ejército, huir con las naves al Perú.
Vidaurre decidió colocarle una trampa al ministro, ante el temor de que hubiera descubierto su conspiración. Si fracasaba en su plan sabía que el único en el país que se atrevería a fusilar a un coronel era Portales. El día 27 de mayo Portales escribió al ministro del Interior Joaquín Tocornal: “Me llaman a Quillota".
El 2 de junio llegaba al lugar, yendo a saludarlo de inmediato el coronel Vidaurre. Al día siguiente, empezó a pasar una revista general. El coronel mandó en ese momento a que parte de su regimiento (que no estaba siendo revisado), se dirigiese al flanco izquierdo, formando un cuadro en el que encerraron a Portales y a su comitiva. El capitán Narciso Carvallo le dijo con gran arrogancia: “Dése usted preso, señor ministro, pues así conviene a los intereses de la República”. 
Portales y su acompañante Eugenio Necochea fueron encerrados en el calabozo, exclamando con tristeza el primero: "¡desgraciado país! Hoy se ha perdido cuanto se ha trabajado por su mejoramiento". El día 4 de junio firmaron los conspiradores un acta, en la que decidían “suspender por ahora la campaña al Perú, a la que elementos ciegos de la voluntad de un hombre, que no ha consultado otros intereses que los que halagan sus fines particulares y su ambición sin límites”.  
La noticia del motín llegó a la capital el mismo día que se firmaba el acta, despachando de inmediato el Gobierno a los cívicos y al Regimiento Valdivia, mientras en Valparaíso Manuel Blanco Encalada preparaba la defensa de esa ciudad.

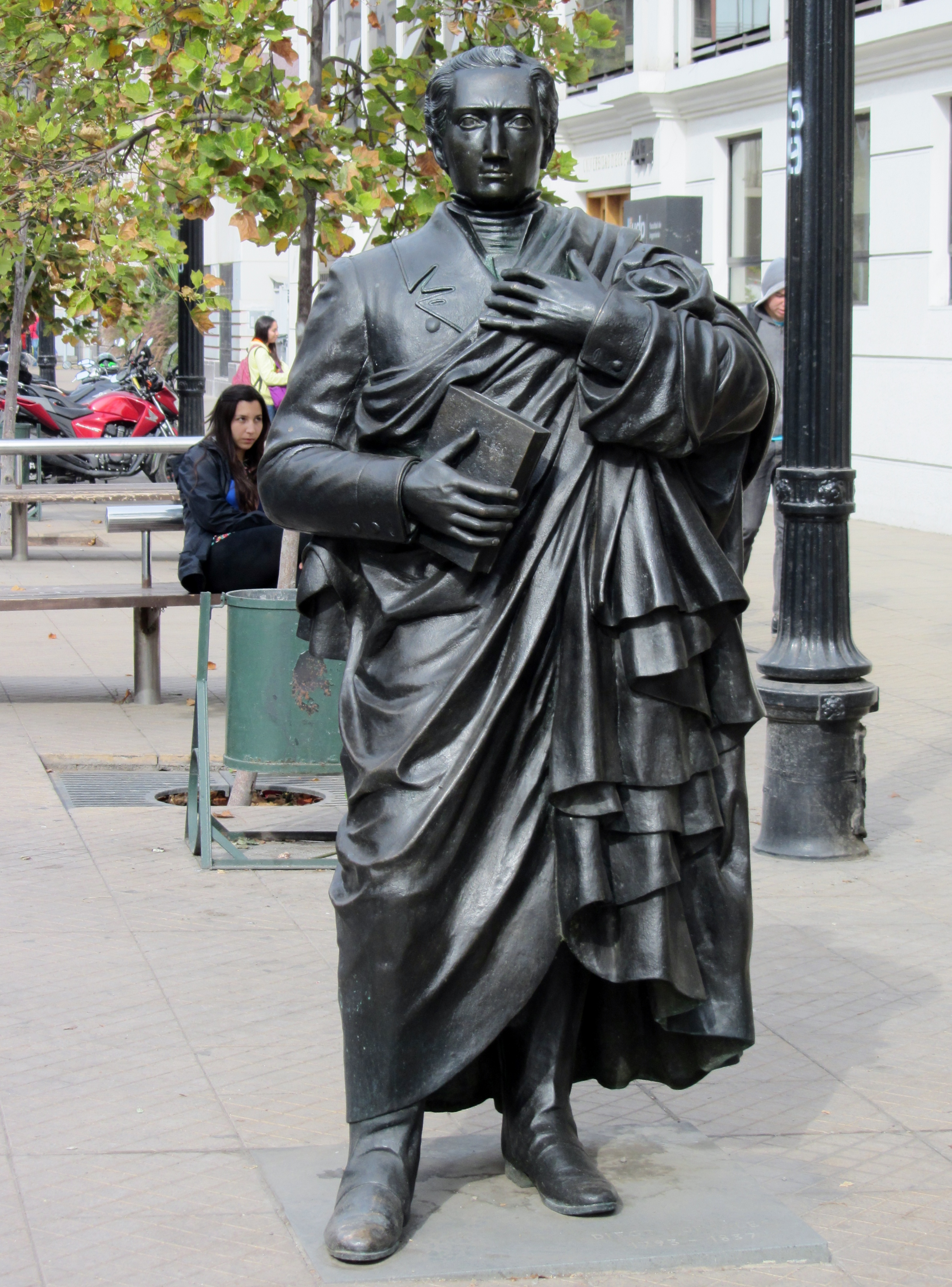
Recreación de la estatua ubicada en la plaza de la Constitución; encargo de la UDP a Juan Sebastián Solar.

Alarmado porque la revolución no se propagaba, Vidaurre, como último recurso, obligó a Portales a escribir una carta a Blanco Encalada para que rindiera la plaza. “Si no la escribe, se le darán cuatro tiros. Tiempo que debíamos haberlo fusilado”, le habría dicho el coronel, a lo que contestó el ministro: “En nada estimo mi vida, sólo he anhelado el bien del país. He sacrificado mi fortuna y mi reposo en aras de la nación. Como hombre, he podido equivocarme; pero nunca he hecho nada que pueda perjudicarlo o denigrarlo". A pesar de estas palabras, Portales escribió a Blanco Encalada pidiendo la capitulación de la plaza, pero con una salvedad: “me han asegurado todos que este movimiento tiene ramificaciones en provincias... No haya guerra intestina, capitúlese, sacando ventajas para la patria...”. El almirante Blanco rechazó terminantemente la petición de la carta. 
El batallón Maipo, llevando encadenados a Portales y su amigo Necochea, avanzó sobre Valparaíso y se dirigió a las posiciones del cerro Barón en la noche del 5 al 6 de junio. En medio de la batalla que se desarrollaba con las fuerzas leales, un oficial llegó hasta el capitán Santiago Florín, hijastro de Vidaurre, y le habló en voz baja. Acto seguido, este reunió a un grupo de 8 soldados e hizo detener el coche en que llevaban a Portales y a Necochea. Después de que llegara el mensajero de Vidaurre con la confirmación del destino de Portales, Florín hizo bajar del birlocho al ministro y ordenó hacer fuego contra él. Después de algunas vacilaciones de los soldados, uno le colocó el fusil frente a la mejilla izquierda. Portales hizo el ademán de desviar o coger el arma, pero el soldado disparó arrancándole el dedo pulgar y atravesando la mandíbula. Un segundo balazo le fue disparado por la espalda, cuando Florín ordenó rematarlo a bayonetazos. Portales solo dijo: ¿es posible soldados, que me tiréis a mí?, y tras un momento de duda, dispararon a quemarropa. Recibió dos balazos, pero aún seguía con vida, por lo que fue rematado con más de 30 bayonetazos. Eran las tres y media de la madrugada del día 6 de junio de 1837.

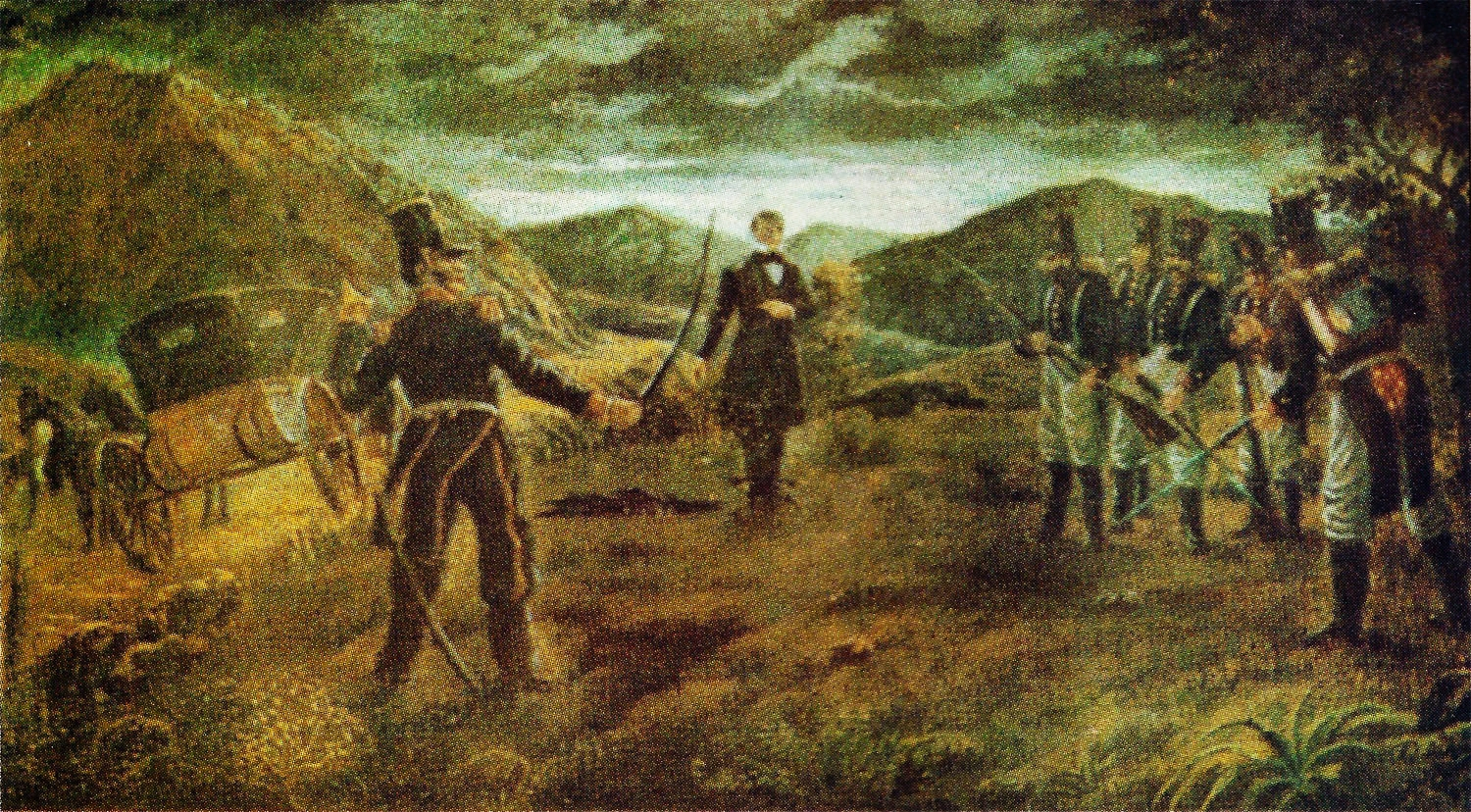
Fusilamiento de Portales, por Camilo Domeniconi.

Los sublevados fueron derrotados por las fuerzas de Blanco Encalada en el Combate del Cerro Barón. Los soldados del Regimiento Valdivia encontraron los restos de Portales, que fueron embalsamados por el doctor francés Cazendre y expuestos para homenajearlo en la iglesia de la Matriz de Valparaíso, después de 30 días fueron trasladados a Santiago y enterrados en la Catedral, pero sin su corazón, que permaneció en el puerto.
La resolución oficial de dejar el corazón en Valparaíso fue adoptada por el Ministerio del Interior el 14 de junio de 1837, a petición de una comisión de vecinos que le solicitó al Gobernador que el órgano vital de Portales quedara en esa ciudad. La Municipalidad del puerto, por su parte, aprobó el gasto para erigir un mausoleo en el Cementerio N.º 1 que guardaría el corazón del ministro. Los mármoles fueron encargados a Italia y la obra fue uno de los lugares más visitados del camposanto, pero el terremoto de 1906 redujo a ruinas el hermoso sepulcro. Un modesto jardinero del cementerio, Bernardino Castro, rescató el corazón entre los escombros —sentía gran respeto y casi devoción por esa reliquia que se guardada en una redoma de vidrio y que solía adornarla con algunas flores que recogía entre las tumbas— y lo entregó al inspector del camposanto, Abel R. del Canto, quien, a su vez lo dio al gerente del antiguo Banco de A. Edwards, Ricardo H. de Ferrari. Este lo puso en un copón de plata y lo depositó en una caja de seguridad del banco, donde permaneció hasta 1915, año en que fue trasladado a una columna de mármol en la iglesia del Espíritu Santo. Finalmente el 6 de junio de 1956, luego de que fuera demolida la anterior iglesia, el corazón fue trasladado a la catedral de Valparaíso, donde se encuentra hoy.
Los oficiales amotinados fueron capturados y enjuiciados en un proceso que tuvo una serie de vicios como la anulación de la defensa de Florín por considerarse: "concebida en términos impropios, e indecorosos". Después de ser vejados públicamente fueron ejecutados en la plaza Orrego de Valparaíso el 4 de julio de 1837, antes de que se cumpliera un mes del crimen. En el centro de la Plaza de Armas de Quillota se expuso la cabeza del coronel Vidaurre, y el brazo de Florín se ubicó en el lugar donde fue ultimado Portales. Durante el proceso, José Antonio Vidaurre alegó su inocencia en el crimen bajo el argumento de que la vida del ministro era la moneda de cambio de los revolucionarios. Mantuvo su postura hasta el final, aún consciente de que eso no lo eximía del patíbulo.
Tras la muerte de Portales, el gobierno de Chile entró en la Guerra contra la Confederación Perú-Boliviana, decisión que tuvo incluso apoyo popular por considerarse que existió intervención de Andrés de Santa Cruz en la conspiración contra el ministro. La Confederación fue finalmente disuelta después de la batalla de Yungay, el 20 de enero de 1839. 
La guerra contra la Confederación señala un hito crucial en la historia de Chile. El triunfo en la batalla de Yungay, con el Himno de Yungay y la idealización del Roto chileno, surge en plenitud la identidad nacional. Es decir, la conciencia de los chilenos de formar ya para siempre, una comunidad política única, diferenciada de las demás que puedan existir en la América de habla hispana. Al interior de la nación, se puso fin a las distinciones entre criollos y peninsulares, que venían de la Colonia; o entre patriotas y españoles, que surgió en la guerra de la independencia. Desde entonces, ser chileno será algo distinto que americano de Chile, o de Perú, Argentina, o de otro país o nación.

## Los restos de Portales encontrados

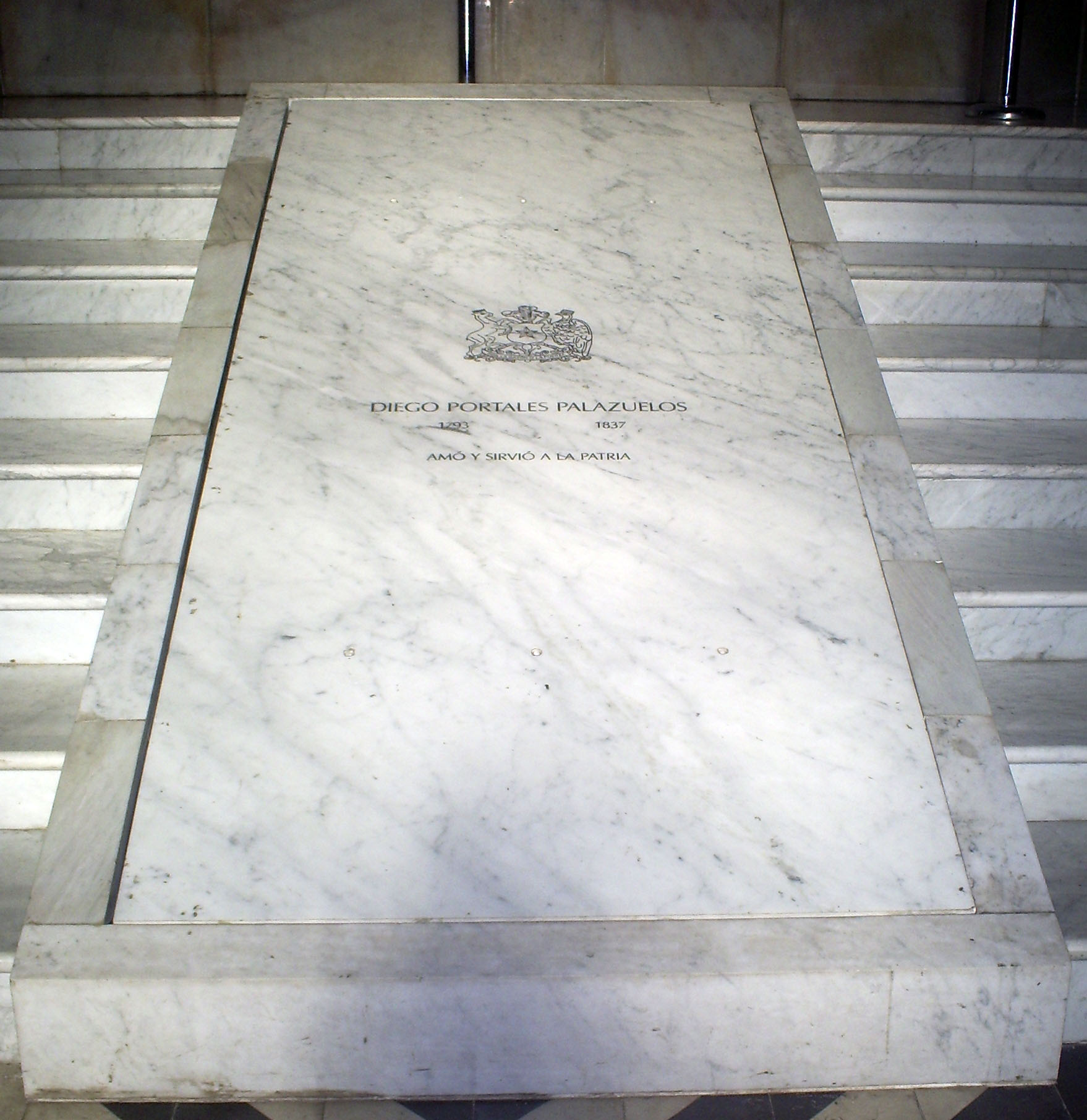
Cripta cívica de Portales en la catedral.

El 18 de marzo de 2005, mientras se llevaban a cabo excavaciones bajo la supervisión de la arqueóloga Pilar Rivas Hurtado, unos obreros —que trabajaban en una de las salas laterales del altar de la Catedral Metropolitana de Santiago— tropezaron con dos ataúdes que contenían cada uno de ellos un cuerpo: el primero estaba vestido de militar y el segundo, de civil. Se confirmó que el primero correspondía a Diego Portales y estaba en relativo buen estado de momificación o conservación a pesar de los 168 años de olvido.   
Los restos fueron objeto de estudios tanatológicos y posteriormente, el 20 de junio de 2006, fueron conducidos a la cripta cívica de la catedral en medio de una solemne ceremonia cívico-religiosa a la que asistieron la entonces presidenta Michelle Bachelet, autoridades civiles y militares, y descendientes de la familia del ministro (familias Portales Navarro, Portales Pardo, Beaumont Portales, Beaumont Herrera, etcétera).

## Trágica coincidencia

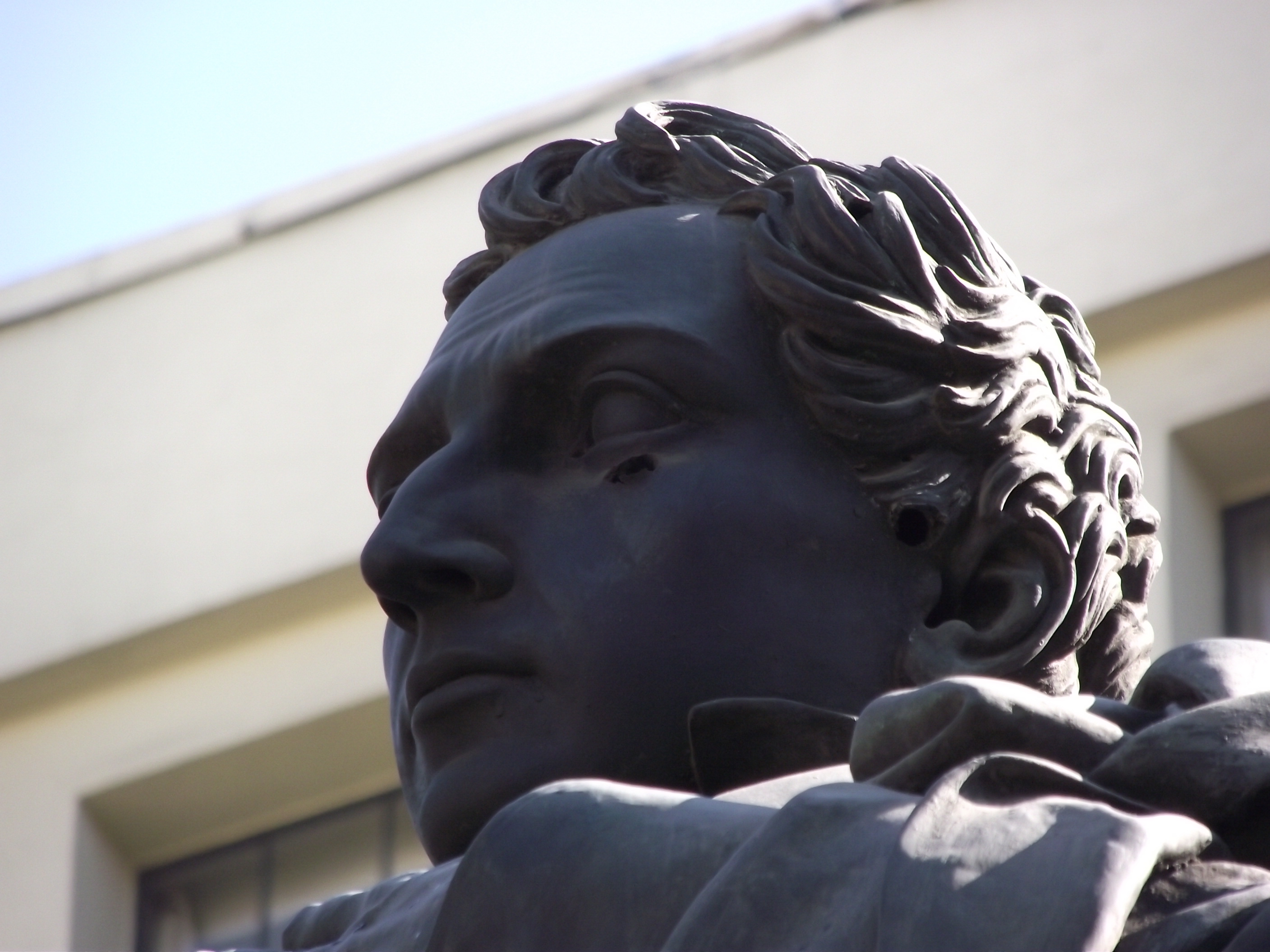
Detalle del impacto de bala en la estatua de Diego Portales.

Diego Portales, al momento de ser asesinado, recibió un disparo en su pómulo izquierdo dejando un orificio en el cráneo, particularidad que permitió que este fuese reconocido cuando se encontraron sus restos en la catedral de Santiago. 
La estatua ubicada en la plaza de la Constitución también recibió un impacto en el pómulo izquierdo, esta vez por una bala perdida en el contexto del asalto al Palacio de La Moneda durante el golpe de Estado del 11 de septiembre de 1973.

## Los retratos de Portales
No existe ningún retrato que se hubiera hecho en vida de Diego Portales, pero sí uno realizado inmediatamente después de su muerte. Lo hizo el italiano Camilo Domeniconi, uno de los llamados artistas viajeros del siglo XIX, que fueron precursores de la pintura en Chile y entre los que figuran el alemán Mauricio Rugendas, el francés Raymond Monvoisin o el inglés Thomas Somerscales, por nombrar solo a tres más. Domeniconi, al que debemos también un óleo con el fusilamiento de Portales, realizó el esbozo in situ, con el cadáver del ministro desfigurado por las heridas. El cuerpo había sido trasladado hasta la denominada Quinta de Portales, ubicada en calle Eusebio Lillo con La Palma, donde vivió por varios años; allí se le practicó la autopsia y se le extrajo el corazón; fue puesto en su mismo dormitorio, sobre una cama, y se dispuso que Domeniconi hiciera algunos apuntes para un retrato; el pintor solicitaría al hermano de Portales, Miguel, que tenía un gran parecido, que le posara, para definir la mandíbula que le fuera arrancada de un balazo. El óleo pintado por el italiano es el que más se le debe parecer, porque Domeniconi residía en Chile desde 1830 y seguramente había visto en más de una ocasión al más importante político de la época. Sea como fuere, los retratos posteriores no podían ignorar la versión de Domeniconi y la mayoría de ellos se basa en este, incluido el que adornaba el billete de cien pesos del año 1975.
El escritor Enrique Bunster describe así a Portales:

Nada tenía que ver su figura con el Hércules de bronce de la plaza de la Constitución. Era de porte mediano, delgado, de ojos claros y finas manos de señorito. Tampoco hay que fiar de sus retratos, basados todos en el de Domeniconi, cuyo boceto se hizo después del asesinato de El Barón sobre su cadáver desangrado y desfigurado por las heridas. Influido por dicho cuadro, Vicuña Mackenna le atribuía una piel pálida, cuando el carácter y temperamento inducen a pensar que la tenía sanguínea y exuberante. Y nada de su peculiar manera de ser captaron tampoco el pintor ni el escultor. Era de índole pícara, risueño entre los amigos, dicharachero, bromista, zumbón y mal hablado: la antítesis del pavo real que ha solido campear en nuestra arena política. De su persona, sin embargo, emanaba una misteriosa corriente de sugestión; fenómeno observado por Zapiola, quien refiere que en la famosa tertulia del escaño de piedra de la Alameda los oyentes imitaban inconscientemente sus gestos y posturas.
Crónicas portalianas, Editorial del Pacífico, 1977.

## Epónimo e impacto en la sociedad
La figura de Diego Portales como el gran artífice de la organización de la república ha sido explotada en los más diversos ámbitos de su país. A nivel educacional, la Universidad Diego Portales, fundada en 1982, ha realizado importantes contribuciones para mantener el legado de su personaje inspirador. También existen el Instituto Profesional Diego Portales, y diversos colegios, liceos y escuelas  que llevan el nombre de Diego Portales.
En el contexto geográfico, también existen unidades que hacen referencia al político conservador, como el lago Portales, la isla Diego Portales, caleta Portales y decenas de poblaciones, villas y barrios, como la Unidad Vecinal Portales.
En cuanto a infraestructura urbana, no solo numerosas arterias viales del país han sido bautizadas con el nombre del ministro, sino también un aeródromo, estatuas y construcciones como edificios (por ejemplo, el histórico edificio Diego Portales en Santiago, hoy rebautizado Centro Cultural Gabriela Mistral), teatros, bibliotecas, radioemisoras (Radio Portales de Valparaíso, Radio Portales de Santiago, Radio Portales de Talca), comisarías, estaciones de metro, etcétera.
Finalmente, la cultura popular también le ha abierto un espacio, principalmente a partir del sentimiento patrio que despierta su figura, apareciendo el nombre de Portales en clubes de fútbol, billetes, películas, premios y medallas.
Ciertos historiadores, como Sergio Villalobos o Gabriel Salazar, presentan a Portales como un oportunista e incluso como un chantajeador, lo cual se refleja en algunas cartas, donde suele apodar al propio presidente Prieto como Isidro Ayestas, un demente muy conocido en Santiago en esa época.